# Brett Hull Hockey 95
Brett Hull Hockey 95 est un jeu vidéo de hockey sur glace sorti en 1994 et fonctionne sur DOS, Mega Drive et Super Nintendo. Le jeu a été développé par Radical Entertainment et édité par Accolade.